# アルバイ州

アルバイ州

アルバイ州（アルバイしゅう、Province of Albay）は、フィリピンのルソン島南部の州である。

## 概要
ビコル地方（Bicol Region, Region V）に属し、北にカマリネス・スル州、南にソルソゴン州と接している。西にブリアス海峡を挟んでマスバテ州のブリアス島、北東にラゴノイ湾を挟んでカタンドゥアネス州と隣接している。州中央のマヨン山は2,462mあり、その姿が非常に美しく州のシンボルである。マヨン火山自然公園に指定されている。この火山は1814年、噴火して、1,200人の犠牲者を出し、カグサワという町を埋めた。マヨン山南東はアルバイ湾に面しており、アルバイ湾とラゴノイ湾の間にはサンミゲル島、カグラライ島、バタン島、ラプラプ島などの島が一列に並んでいる。
アルバイ州は2001年3月、3つの都市（レガスピ、リガオ、タバコ）と15の地方自治体に再編されている。面積は2,552.6km2、人口は1,314,826人（2015年）、州都はレガスピ（Legazpi）である。
州の内陸部には草原と森林、沿海部にはマングローブと湿地、周辺の海域には藻場の生態系があり、ヒムネバト、ウミガメ、ウミウシ、サンゴなどの動物が生息している。周辺の海域を含む地域は2016年にユネスコの生物圏保護区に指定された。